# Kim Yong-sik
Kim Yong-sik, južnokorejski nogometaš in trener, 25. julij 1910, Sinčon, Korejsko cesarstvo, † 8. marec 1985, Seul, Južna Koreja.
Za reprezentanci Japonske in Južne Koreje je odigral tri uradne tekme.